# Борувець (Познанський повіт)
Борувець (пол. Borówiec, нім. Waldau) — село в Польщі, у гміні Курник Познанського повіту Великопольського воєводства.
Населення — 2094 особи (2011).
У 1975-1998 роках село належало до Познанського воєводства.

## Демографія
Демографічна структура станом на 31 березня 2011 року:
|          | Загалом | Допрацездатний вік | Працездатний вік | Постпрацездатний вік |
| -------- | ------- | ------------------ | ---------------- | -------------------- |
| Чоловіки | 1026    | 272                | 695              | 59                   |
| Жінки    | 1068    | 292                | 654              | 122                  |
| Разом    | 2094    | 564                | 1349             | 181                  |